# Parasang
Der Parasang war ein antikes persisches Längenmaß. Er entsprach etwa einer Länge von 5 bis 6 Kilometer bzw. einer Wegstunde.
Parasang ist die griechische Schreibweise eines altpersischen Ausdrucks, doch besteht kein Konsens bezüglich der Etymologie und wörtlichen Bedeutung dieses Begriffs. Die griechischen Geschichtsschreiber Herodot und Xenophon erwähnen, dass ein Parasang 30 Stadien umfasste. Ein Parasang wurde auch mit einem Fünftel des Tagesmarsches (griechisch Stathmos) eines Heeres- oder Händlerzuges gleichgesetzt. Das Längenmaß wurde vor allem für Entfernungsangaben entlang persischer Königsstraßen verwendet, von Xenophon in seiner Anabasis aber auch zur Bestimmung der von seinem Söldnerheer abseits dieser Straßen zurückgelegten Marschstrecken verwendet. Die zeitlich und örtlich variierende Definition der Länge eines Parasang bedingte, dass der antike Geograph Strabon dessen Länge mit 30, 40 oder 60 Stadien angab. Im Mittelalter lebende persische und arabische Geographen und Lexikographen, u. a. Abulfeda, setzten ein Parasang zu drei persischen Meilen an, also etwa einer dreiviertel deutschen Meile oder 5,5 km.
- Umrechnung: 1 Schoenus (großer) = 2 Parasang/Farsah = 8 Meilen = 11083,3 Meter[6]